# Crisis política en Francia de 2024-2025
Francia entró en una crisis política después de las elecciones legislativas francesas de 2024 organizadas por el presidente francés Emmanuel Macron en junio de 2024. Los resultados colocaron a la coalición de izquierda Nuevo Frente Popular (NFP) en primer lugar (193 diputados), por delante del partido presidencial Renacimiento (RE) (166 diputados), en segundo lugar, y el partido de extrema derecha Agrupación Nacional (RN) (142 diputados) en tercer lugar. El gobierno francés presentó su dimisión el 15 de julio de 2024, pero el presidente lo mantuvo en su cargo a la espera del nombramiento de un nuevo primer ministro para formar un nuevo gobierno. Al mismo tiempo, el gobierno interino francés continuó sus operaciones en Nueva Caledonia destinadas a "pacificar" la región tras los disturbios y levantamientos provocados por una controvertida reforma. Emmanuel Macron anunció que retrasaría el nombramiento de un nuevo primer ministro hasta después de los Juegos Olímpicos de París 2024. Inicialmente, Macron anunció que elegiría un nuevo primer ministro a mediados de agosto. A mediados de agosto, Emmanuel Macron anunció que iniciaría consultas con los principales partidos políticos el 23 de agosto.
El 26 de agosto, el presidente francés anunció su negativa a nombrar al candidato del NFP como primer ministro, contrariamente a la práctica habitual de cohabitación en la República Francesa, que normalmente implica que el líder del partido más grande en la Asamblea Nacional sea designado como primer ministro. Aunque a Macron le habría gustado una formación de una coalición centrista y pidió otra ronda de consultas, los Verdes y una facción del Partido Socialista (PS), ambos miembros minoritarios del NFP, han anunciado su negativa a participar en más discusiones. Mientras tanto, la Agrupación Nacional (RN) mantuvo una actitud discreta, con el objetivo de sacar provecho de las disputas entre Macron y los partidos de izquierda que ganaron las elecciones.
Esta decisión sumió a Francia en una crisis política y fue seguida por un anuncio de Francia Insumisa (LFI), el principal partido del NFP, declarando su intención de iniciar un proceso de destitución contra el presidente francés. Esto se hizo el 31 de agosto.
Finalmente Macron nombró como primer ministro a Michel Barnier, pactando con la derecha francesa y deshaciendo sus acuerdos con la izquierda, rompiendo una tradición de la V República francesa y generando fuertes críticas internas y externas. El gobierno interino permaneció en el poder durante 51 días, una situación muy inusual en la historia y la política francesa, sin precedentes desde el récord anterior de 1962, cuando el derrocado gobierno de Pompidou permaneció en el poder durante 62 días.

## Antecedentes
Tras las elecciones legislativas anticipadas convocadas por el presidente francés Emmanuel Macron en respuesta a los resultados de las elecciones europeas del mes anterior, en las que el partido de extrema derecha Agrupación Nacional (RN) resultó vencedor, su partido fue derrotado y terminó en segundo lugar (166 diputados), detrás de la coalición de izquierda del Nuevo Frente Popular (NFP) (193 diputados) y por encima del partido de extrema derecha Agrupación Nacional (RN) (142 diputados). El gobierno francés presentó su dimisión el 15 de julio de 2024, tras quedar reducido a minoría. Al mismo tiempo, el gobierno interino francés se dedicó a tratar de manejar los disturbios de Nueva Caledonia de 2024, tras el intento del partido presidencial de implementar una controvertida reforma de los derechos de voto en la isla en mayo de 2024.

## Eventos
Macron decidió esperar hasta mediados de agosto y anunció que se respetaría una "tregua olímpica", lo que ya era una decisión singular en la política francesa. A mediados de agosto, todavía no había nombrado un primer ministro, pero en cambio anunció su intención de consultar con los distintos partidos, lo que hizo el 23 de agosto.
El 26 de agosto, tras reunirse con los líderes del Agrupamiento Nacional (RN), Marine Le Pen y Jordan Bardella, Macron anunció que, contrariamente a la práctica habitual de cohabitación en Francia, no nombraría a Lucie Castets, la candidata nominada por el NFP para convertirse en primera ministra. Esta decisión exacerbó la crisis política francesa y Francia Insumisa (LFI), el principal partido dentro del NFP, anunció su intención de iniciar un proceso de destitución contra él. Aunque a Macron le hubiera gustado la formación de una coalición centrista y pidió otra ronda de consultas, los Verdes y una facción del Partido Socialista (PS), ambos miembros minoritarios del NFP, anunciaron su negativa a participar en más discusiones. Mientras tanto, la Agrupación Nacional (RN) mantuvo una actitud discreta, con el objetivo de sacar provecho de las disputas entre Macron y los partidos de izquierda que ganaron las elecciones. Diversas organizaciones convocaron protestas y huelgas para el 7 de septiembre.
El 28 de agosto, el expresidente francés (2012-2017) François Hollande, miembro del NFP, calificó la crisis de «falla institucional». Ese mismo día, Macron anunció que se reuniría con los líderes de las regiones francesas. El 29 de agosto, el Partido Socialista inauguró su universidad de verano, donde se esperaba un enfrentamiento entre dos facciones opuestas: los alineados con la postura política del presidente del partido, Olivier Faure, que apoyaban la candidatura de Lucie Castets, y los disidentes, como Carole Delga y Bernard Cazeneuve, que abogaban por una alianza con el partido de Emmanuel Macron y lo que ellos llaman las "fuerzas republicanas". Macron habló con Delga en particular la mañana del 29. Mientras tanto, la Confederación General del Trabajo (CGT), el sindicato más grande de Francia, condenó lo que llamó una "toma de poder" por parte del presidente francés y convocó a un día de huelgas y protestas el 1 de octubre contra el presupuesto anunciado por el gobierno interino, mientras se negó a decir que participaría en las protestas planeadas para el 7 de septiembre, anunciando que preferían centrarse en cuestiones sociales y económicas en lugar de políticas. Esa misma noche, Ségolène Royal, excandidata presidencial socialista (2007) que abandonó el Partido Socialista en 2017 cuando fue nombrada embajadora por Macron, antes de reincorporarse "discretamente" al partido en 2021 después de ser expulsada de su puesto de embajadora, anunció que estaba "disponible" para el puesto.
El 30 de agosto, el expresidente de derechas (2007-2012) Nicolas Sarkozy pidió que se nombrara un primer ministro «de derechas».

El 31 de agosto, Francia Insumisa (LFI) lanzó oficialmente el proceso de destitución de Emmanuel Macron, utilizando el artículo 68 de la Constitución francesa, que establece que:
El Presidente de la República sólo podrá ser destituido de su cargo en caso de incumplimiento de sus funciones manifiestamente incompatible con el ejercicio de su mandato.
El 5 de septiembre de 2024 y tras casi dos meses de crisis política, el presidente Macron nombró a Michel Barnier, excomisario europeo, de Los Republicanos, partido que quedó en cuarto lugar en las legislativas, pidiéndole «establecer un gobierno de unidad» nacional.

### Colapso del gobierno Bernier
El 4 de diciembre, el primer ministro Michel Barnier fue destituido en la primera moción de censura exitosa desde 1962, provocada por disputas presupuestarias. Tanto el NFP como el RN votaron para derrocarlo. Barnier presentó formalmente su renuncia el 5 de diciembre, convirtiéndose así en el primer ministro con el mandato más corto de la Quinta República.

### Formación del gobierno Bayrou
El 13 de diciembre, Macron nombró al líder del Movimiento Democrático, François Bayrou, como primer ministro. Según Le Monde, el nombramiento de Bayrou se decidió en el último momento, ya que Macron inicialmente le había dicho a Bayrou que no sería nombrado primer ministro, solo para verse obligado a designarlo poco después cuando Bayrou amenazó con retirar su apoyo a Macron.
Tras el nombramiento de Bayrou, Moody's Ratings rebajó la calificación crediticia de Francia, afirmando que era "nuestra opinión que las finanzas públicas del país se debilitarán sustancialmente en los próximos años" y que "la fragmentación política probablemente impedirá una consolidación fiscal significativa".